# São Tomé és Príncipe földrajza

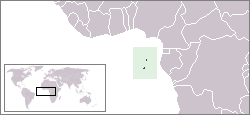
São Tomé és Príncipe térképe

São Tomé és Príncipe Afrika nyugati partjainál, a Guineai-öbölben, az Egyenlítő mentén található kis szigetország. A vulkáni eredetű, bazaltkőzet borította két sziget éghajlata trópusi. A nagy területen fennmaradt esőerdők számos endemikus, csak itt honos növény- és állatfajnak adnak otthont.
A két vulkanikus sziget, a déli São Tomé-sziget (Ilha do São Tomé, 836 km²) és az északi Príncipe-sziget (Ilha do Príncipe, 128 km²) egymástól 170 km-re fekszenek északkelet–délnyugati irányban az Atlanti-óceánhoz tartozó Guineai-öbölben. Afrika nyugati partjai közelében, az Egyenlítő mentén, attól északra találhatóak (São Tomé: é. sz. 0° 14’ 30”, k. h. 6° 37’ 29”; Príncipe: é. sz. 1° 36’ 33”, k. h. 7° 23’ 48”). A gaboni partvidék São Tométól 280, Egyenlítői-Guinea partjai Príncipétől 240 km-re keletre húzódnak. A két nagyobb szárazulaton kívül több apróbb, lakatlan sziget is a szigetcsoporthoz tartozik: São Tomé partjainál a Rolas- és a Cabras-sziget, Príncipénél a Bom Bom- és a Bome de Jóquei-sziget stb.

## Éghajlat
Az Egyenlítő közelségének következményeként a szigetország éghajlata trópusi, jellemzően esőerdei, helyenként szavannai övezetekkel. Az évi középhőmérséklet a parti síkságokon 24–26, a hegyvidéki területeken 19–21 °C-os. A napi középhőmérséklet 19–32 °C között ingadozik, a levegő páratartalma jellemzően 80% felett van. A szeptembertől május közepéig tartó esős évszakban bőséges csapadék hull a szigetekre, de egyenetlen területi eloszlásban: a São Tomé-sziget déli és középső területein az éves csapadékmennyiség eléri az 5000–7000, a sziget északi részén a 900–1000, Príncipe szigetén pedig a 4000–5000 mm-t. A száraz évszak (gravana) júniustól szeptemberig tart, de van egy rövidebb száraz időszak is december–február környékén (gravanito).

## Domborzat
A szigetállam a hatalmas, Szent Ilona szigetétől a csádi Tibeszti-hegységig húzódó, ún. kameruni vulkáni vonulat középső területén fekszik. A két sziget központi részén emelkedő, kialudt rétegvulkánok kúpjai a Pico de São Tomé (2024 m) és a Pico do Príncipe (927 m).
A São Tomé-szigeten két hegylánc fut keresztül, az egyik észak–déli irányban, a másik északnyugatról a sziget délnyugati végéig ível. Takarókőzete a bazalt, helyenként krétakori kvarcoshomokkő-felbukkanásokkal. A palagonittufa-rétegek az egykori tenger alatti kitörések tanúi, amelyekre recens szárazföldi erupciók lávarétegei rakódtak. A sziget legrégebbi lávakőzetei 13,2 millió évesek, a vulkáni tevékenység legkésőbbi nyomai mintegy 100 000 évesek. A Príncipe-sziget a 3000 mélyen lévő tengerfenéki síkságból emelkedik a tengerszint fölé, két kelet–nyugati irányú hegyvonulat fut át a szigeten. Északi részének jellemző takarókőzete a bazalt, délen pedig a fonolit és a tefrit uralkodó. A felszíni kőzetek kora 4,9–30,4 millió év között váltakozik. Az erősen erodált felszínen helyenként festői fonolittornyok emelkednek a magasba (Cão Grande, 633 m; Cão Pequeno, 390 m). A hegyeket a São Tomén és a Príncipén egyaránt a partvidék homokos síksága övezi.
A központi vulkáni kúpokról sugárirányban kisebb, vízesésekkel tagolt vízfolyások futnak a partvidék felé. São Tomé legnagyobb folyója a sziget délkeleti részén futó Rio Ió Grande, valamint a Rio Abade, a Rio Manuel Jorge és a Rio do Ouro, Príncipe leghosszabb vízfolyása pedig a Rio Papagaio. Az 1980-as évektől mintegy húsz kisebb gátat építettek ki a szigetek folyóin, ezzel az ország lakossági és ipari vízszükséglete kielégíthető. Mindkét szigeten nagyszámban találhatóak kis krátertavak (pl. a Lagoa Amélia).

## Növény- és állatföldrajz
A szigetek a tőlük délre fekvő, Egyenlítői-Guineához tartozó Annobón-szigettel együtt sajátos ökorégiót alkotnak. Ökoszisztémájukra jellemző, hogy földtörténetileg sem tartoztak soha az afrikai kontinenshez, így bár növény- és állatállományuk fajszegény, az endemikus fajok számottevőek. 
A két sziget természetes növénytakarója a síkvidéki, illetve 1500 méteres magasság felett a hegyi esőerdő, amely a szigetország területének több mint a felén – főleg a szigetek déli-délnyugati részén – napjainkig megmaradt. A Pico de São Tomé északkeleti lankáin félig örökzöld esőerdők, majd szavannaerdők foltjai húzódnak a parti síkság és a főváros, São Tomé irányába. A szigetek északi területeit egykor égetéses irtással tették művelhetővé, itt ma többnyire ültetvények sorakoznak. Helyenként a partvidéken mangrovemocsarak fordulnak elő.
Állatföldrajzi tekintetben São Tomé és Príncipe – Afrika Szaharától délre fekvő területeivel együtt – az Aethiopis faunabirodalomhoz, azon belül pedig a nyugat-afrikai faunatartományhoz tartozik. Különösen madárvilága gazdag, autochton fajok a törpeíbisz (Bostrychia bocagei), a São Tomé-i galamb (Columba thomensis), a São Tomé-i füleskuvik (Otus hartlaubi), a Príncipe-szigeti jégmadár (Alcedo nais), a São Tomé-i gébics (Lanius newtoni), a Príncipe-szigeti mézmadár (Nectarinia hartlaubii), a São Tomé-i rigó (Turdus olivaceofuscus) és a vastagcsőrű sárgarigó (Oriolus crassirostris). Mindössze öt békafaj él a szigeteken, azonban mindegyikük endemikus: São Tomén őshonos a valódi békafélék közé tartozó Hyperolius thomensis, valamint a mászóbékaféle Ptychadena newtoni, illetve Príncipe szigetén él a szintén mászóbéka Leptopelis palmatus; mindkét szigeten elterjedt a Hyperolius molleri (valódi béka) és a Phrynobatrachus dispar (Petropedetinae).  Az emlősfajokat jellemzően a rágcsálók és a denevérek képviselik, közülük is őshonos a São Tomé-i cickány (Crocidura thomensis), a São Tomé-i örvös repülőkutya (Myonycteris brachycephala), valamint a São Tomé-i szelindekdenevér (Chaerephon tomensis). A betelepítéseknek köszönhetően terjedt el az afrikai cibetmacska (Civettictis civetta) és az apácamajom vagy apácacerkóf (Cercopithecus mona).

## Természetvédelem
São Tomé és Príncipe ökoszisztémájára a legnagyobb veszélyt a mezőgazdasági és építőipari célú erdőirtás, az idegen fajok betelepítése-betelepedése, illetve a mezőgazdasági környezetszennyezés jelenti (a földművelők ma is használják a DDT rovarmérget). A parti síkságokon a történelem során kialakított kakaóbab- és kávéültetvények egy részét 1975 után felhagyták, s helyükön másodlagos erdők alakultak ki. São Tomé és Príncipe résztvevője az ECOFAC közép-afrikai természetvédelmi programnak, s 1993-ban nyitották meg az ország első, mindkét szigetre kiterjedő, 29 500 hektáros természetvédelmi területét, az Ôbo Nemzeti Parkot.

## Külső hivatkozások
- Az Ôbo Nemzeti Park honlapja